# William Edward Boeing

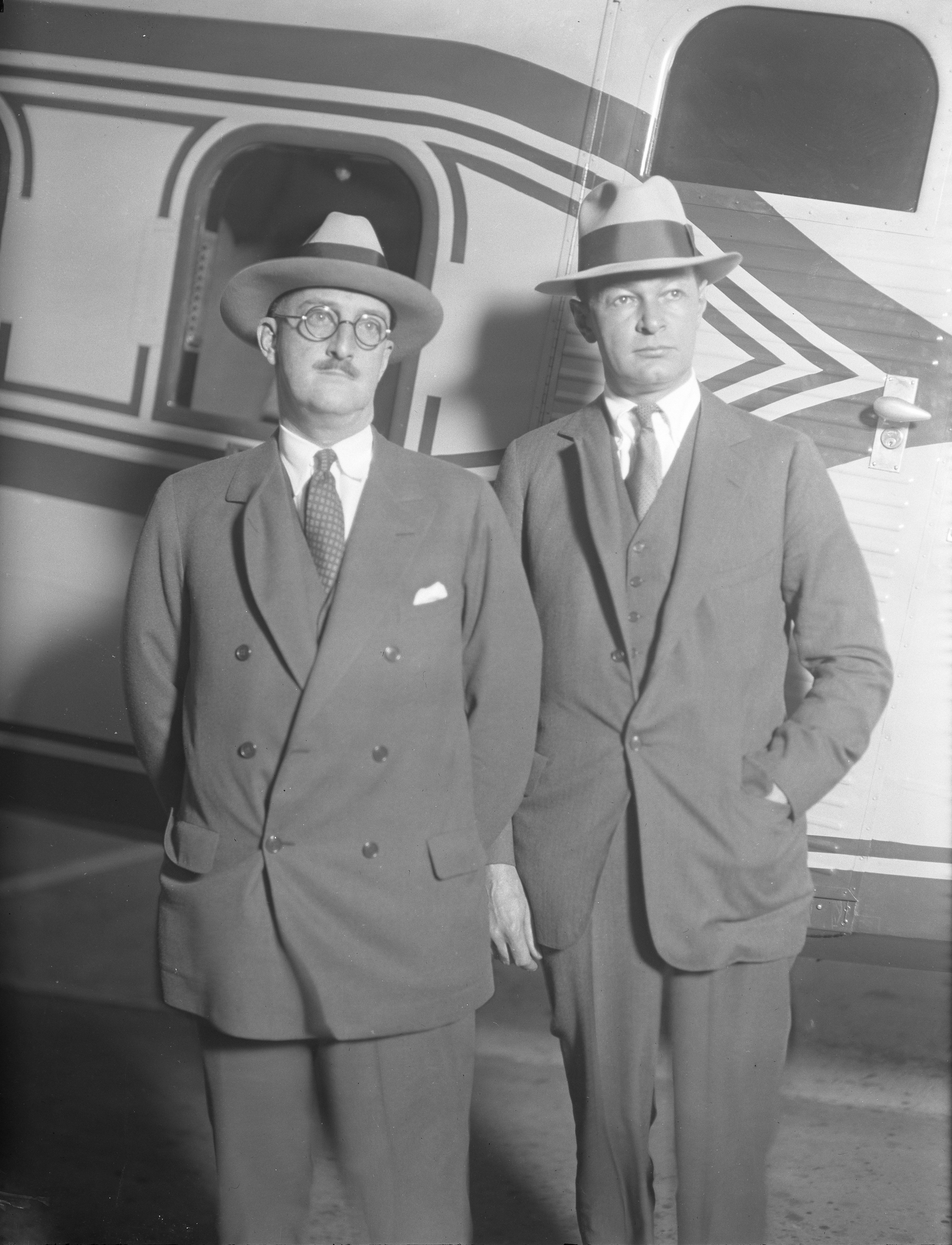
William E. Boeing (links) en Frederick B. Rentschler (rechts), 1929

William Edward Boeing (Detroit (Michigan), 1 oktober 1881 - Puget Sound (Washington), 28 september 1956) was een Amerikaans luchtvaartpionier en de oprichter van de vliegtuigfabriek Boeing.
Boeing was van Duitse afkomst. Zijn ouders, Wilhelm Böing en Marie Ortmann, waren in 1868 vanuit het Sauerland naar de Verenigde Staten getrokken. Daar had zijn vader fortuin gemaakt in de houthandel.
William Boeing studeerde aan de Yale-universiteit. In 1916 richtte hij in Seattle de Pacific Aero Products Company op, die een jaar later Boeing Aeroplane Company ging heten. Dat bedrijf moest in 1934 worden opgesplitst, omdat het als monopolist werd beschouwd. Daarbij trok Boeing zich uit de luchtvaartwereld terug.